# Galij
Galij je kemijski element atomskog (rednog) broja 31 i atomske mase 65,409(4). U periodnom sustavu elemenata predstavlja ga simbol Ga.
Galij je ime dobio po rimskoj provinciji Galiji, koja je zauzimala područja današnje Belgije i Luksemburga, kao i dijelove Francuske, Italije, Nizozemske, Švicarske i Njemačke.
Galij spada u skupinu slabih metala. Zbog njegovog niskog tališta koristi se u raznim legurama s niskim talištem. Najpoznatija galijeva legura je galinstan (68.5% Ga, 21.5% In, 10% Sn).